# ホワイティうめだ
ホワイティうめだは、大阪府大阪市北区角田町（梅田地区）に位置する地下街。JR大阪駅南東、Osaka Metro梅田駅・東梅田駅付近に広がる。ロゴタイプではWhityうめだと表記される。通称はウメチカ（うめちか）。大阪市高速電気軌道（Osaka Metro）子会社の大阪地下街が運営している。

## 概要
大阪を代表する繁華街である梅田に位置する地下街。阪急三番街やディアモール大阪にも直結しているほか、隣接ビル地下にある商業施設群のほか、曽根崎通以南の四つ橋筋の地下にあるドージマ地下センターとも（他の地下道を介して）結合しており、あわせて日本有数の規模の地下街を形成している。地下街の利用者数は1日60万人で日本最多。
大阪市の第三セクターから2018年（平成30年）4月1日の民間会社化によって大阪市高速電気軌道（Osaka Metro）の子会社となった大阪地下街が運営管理している。2006年度のテナント売上高は217億6900万円。
1963年（昭和38年）11月29日に梅田地下街（ウメダ地下センター）として開業し、1970年（昭和45年）3月20日に自然との共生をテーマにした泉の広場を含む第2期部分を完成した。
1974年（昭和49年）8月28日に若い女性をターゲットにしたブティックストリートのプチ・シャンゼリゼを開業し、1987年（昭和62年）4月24日には白い街をイメージして全面改装して現在の名称に改称した。
住居表示は大阪府大阪市北区茶屋町梅田地下街1-1号から1-6号まで、同区角田町梅田地下街2-1号から2-9号までと5-1号、同区堂山町梅田地下街3-1号から3-6号まで、同区小松原町梅田地下街4-1号から4-7号まで、同区曽根崎2丁目梅田地下街5-2号から5-5号まで。

### 泉の広場
待ち合わせ場所としてよく知られる「泉の広場」は東側の扇町通と新御堂筋の交点（曽根崎東交差点）直下にあり、かつて噴水が設置されていたが災害時の妨げになる事やイベントスペースとして活用するため第2期エリアのリニューアル工事に併せ撤去され、跡地には樹木に見立てた新たなシンボル「Water Tree」が設置された。

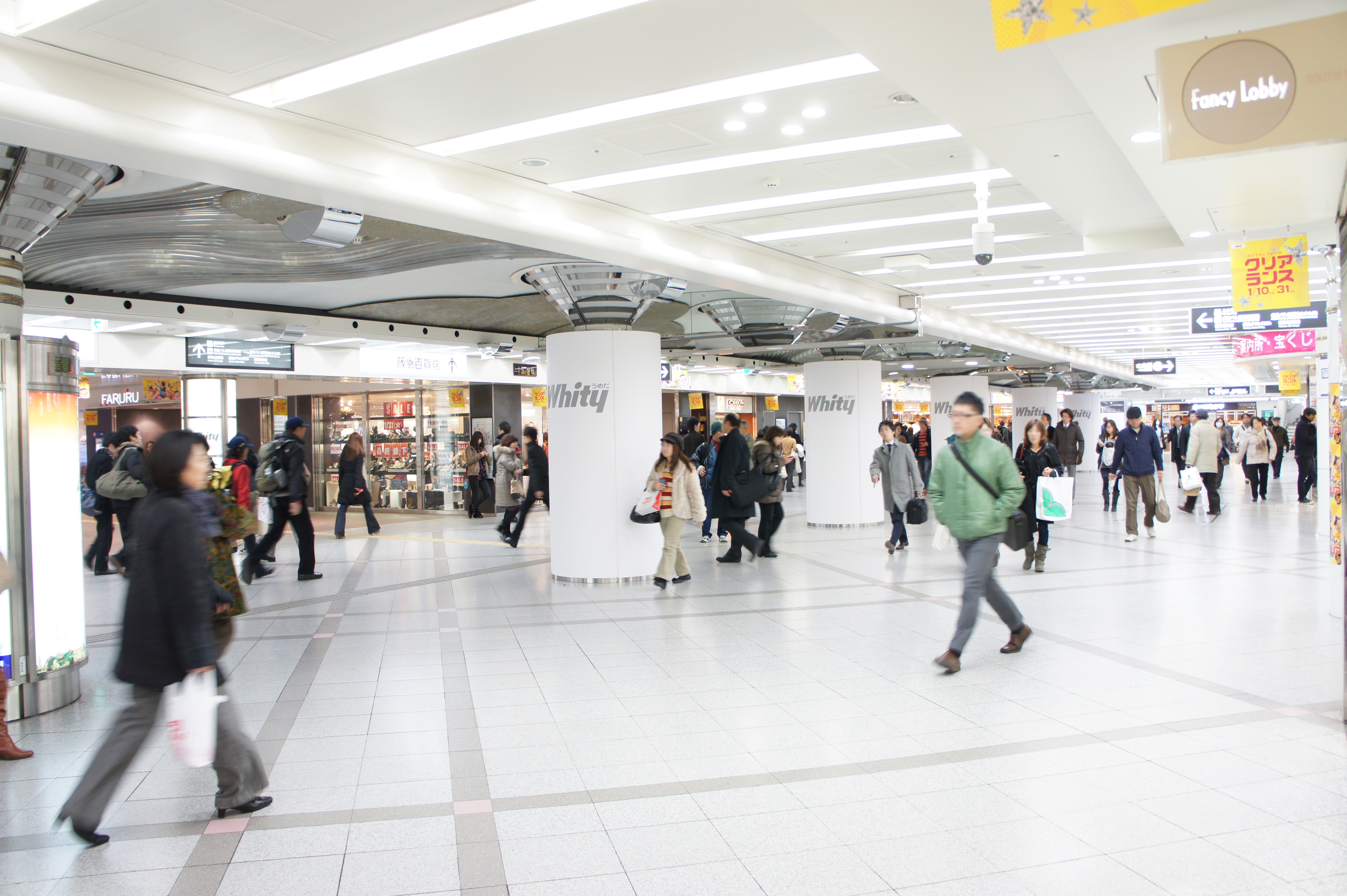
センターモール
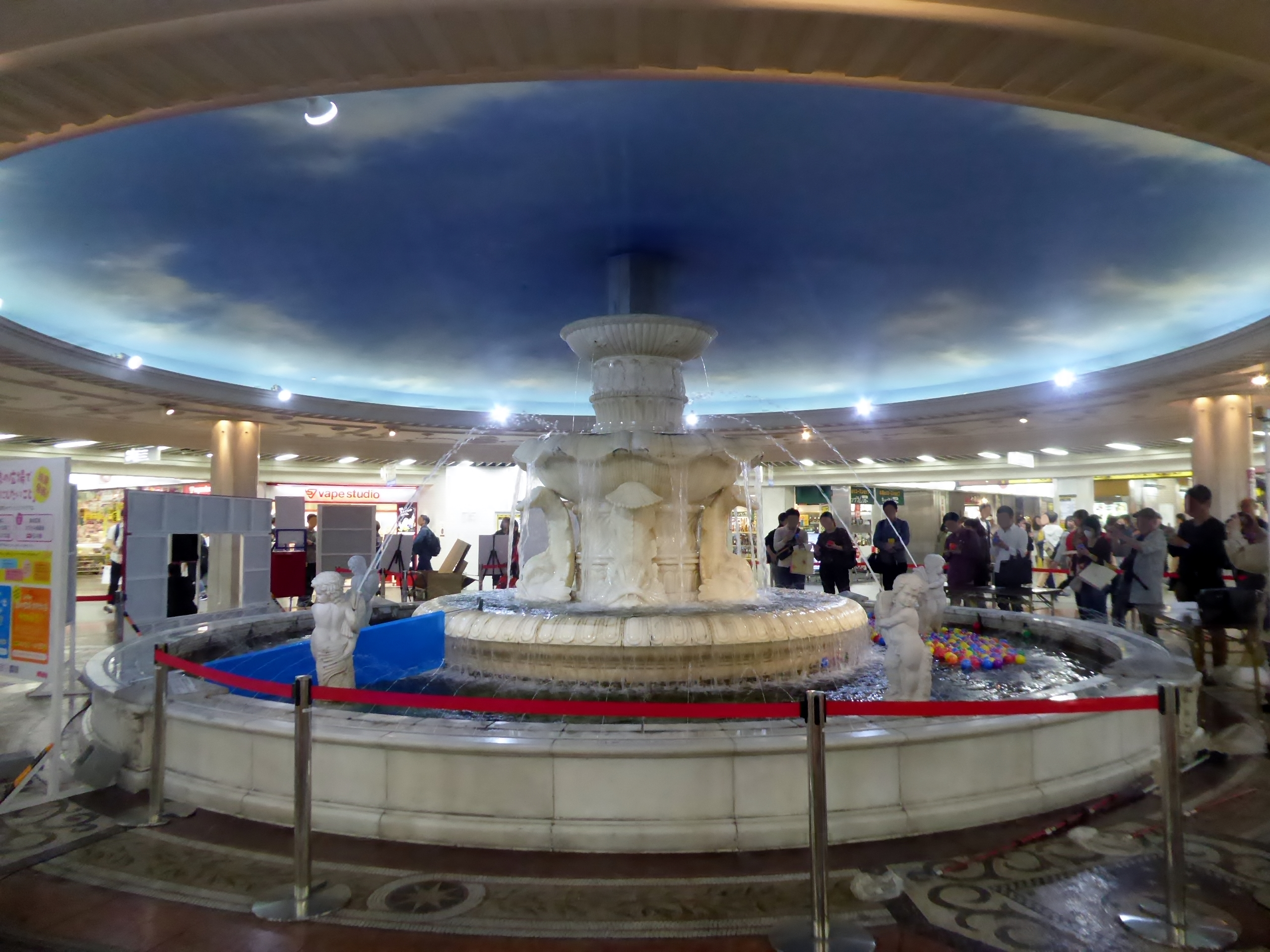
泉の広場
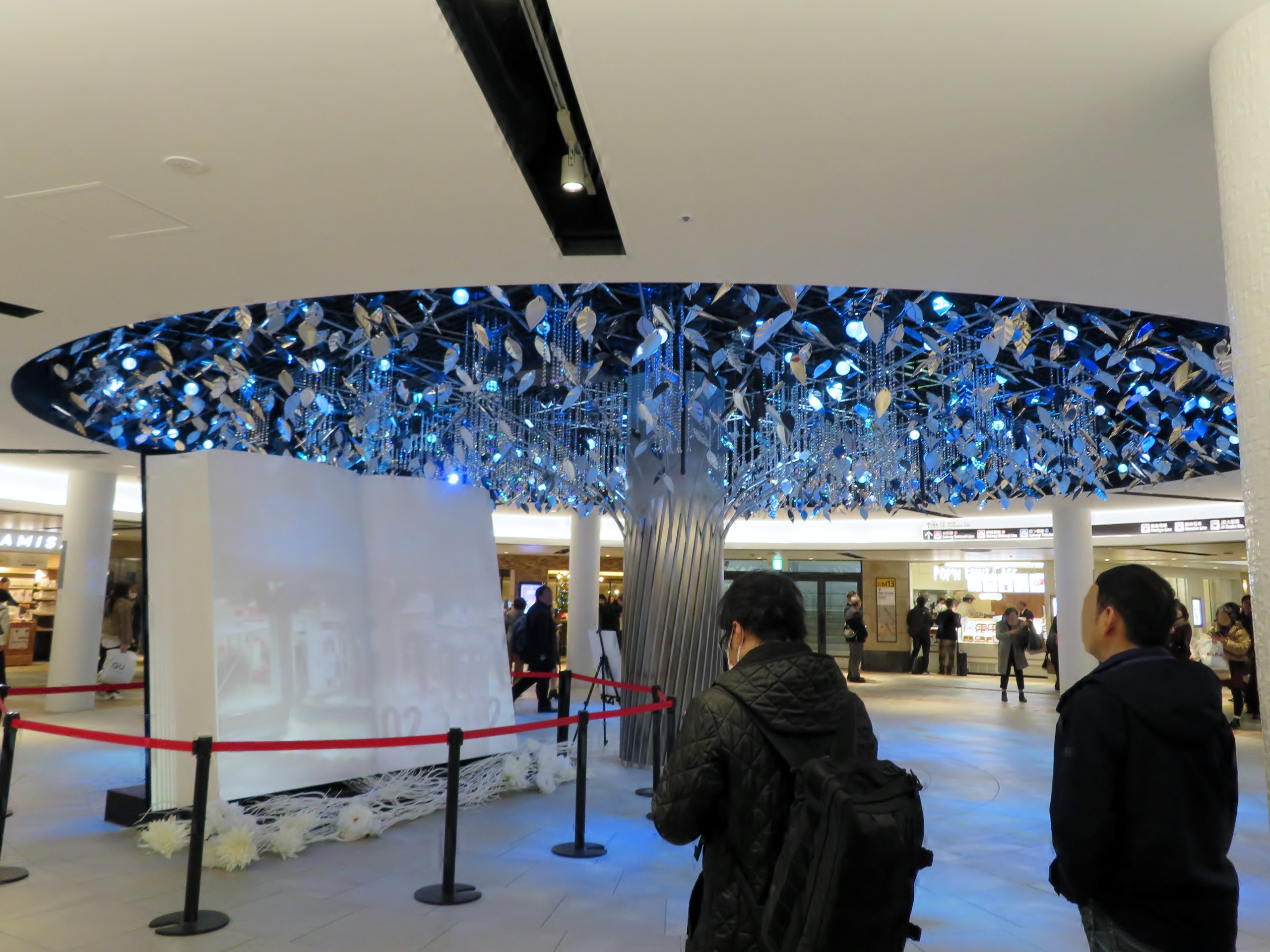
Water Tree

## 最寄駅
- Osaka Metro御堂筋線 梅田駅
- 阪神電気鉄道 大阪梅田駅
- Osaka Metro谷町線 東梅田駅

## 歴史
- 1963年（昭和38年）11月29日 - 梅田地下街（ウメダ地下センター）開業[1]。通称「ウメチカ」[1]。
- 1970年（昭和45年）3月20日 - 泉の広場を含む第2期部分が完成[1]。
- 1974年（昭和49年）8月28日 - ブティックストリートのプチ・シャンゼリゼが開業[1]。
- 1987年（昭和62年）4月24日 - 全面リニューアルし、「ホワイティうめだ」に改称[1]。
- 2008年（平成20年）3月31日 - 地下街でのワンセグ、AM・FMラジオの受信が可能に（なんばウォークと同時実施）。
- 2019年（令和元年）
  - 5月9日 - 泉の広場を含む第2期部分のリニューアル工事開始[6][7][8]。
  - 12月5日 - 泉の広場を含む第2期部分のリニューアルオープン[9]。